# Blue Springs (Missouri)
Blue Springs és una població dels Estats Units a l'estat de Missouri. Segons el cens del 2000 tenia 48.080 habitants.

## Demografia
Segons el cens del 2000, Blue Springs tenia 48.080 habitants, 17.286 habitatges, i 13.362 famílies. La densitat de població era de 1.020,5 habitants per km².
Dels 17.286 habitatges en un 42,5% hi vivien nens de menys de 18 anys, en un 63,1% hi vivien parelles casades, en un 10,5% dones solteres, i en un 22,7% no eren unitats familiars. En el 18,1% dels habitatges hi vivien persones soles el 4,8% de les quals corresponia a persones de 65 anys o més que vivien soles. El nombre mitjà de persones vivint en cada habitatge era de 2,77 i el nombre mitjà de persones que vivien en cada família era de 3,16.
Per edats la població es repartia de la següent manera: un 29,5% tenia menys de 18 anys, un 8,7% entre 18 i 24, un 31,9% entre 25 i 44, un 22,8% de 45 a 60 i un 7,1% 65 anys o més.
L'edat mediana era de 33 anys. Per cada 100 dones de 18 o més anys hi havia 92,3 homes.
La renda mediana per habitatge era de 55.402 $ i la renda mediana per família de 61.008 $. Els homes tenien una renda mediana de 41.373 $ mentre que les dones 29.688 $. La renda per capita de la població era de 23.444 $. Entorn del 3,9% de les famílies i el 4,8% de la població estaven per davall del llindar de pobresa.

## Poblacions més properes
El següent diagrama mostra les poblacions més properes.